# Jeunesse de l'Église
Jeunesse de l'Église est un mouvement catholique fondé par le dominicain Maurice Montuclard en 1936, avec pour objectif de rassembler des prêtres et des laïcs dans une forme de vie communautaire et de défendre un idéal de justice sociale. Le mouvement est influencé par le christianisme social et certaines idées issues du marxisme. Il est condamné le 16 octobre par l'Assemblée des cardinaux et archevêques de France en raison de ce qui est perçu par eux comme des « déviations doctrinales ».